# ドゥービー・ブラザーズ
ドゥービー・ブラザーズ (英語: The Doobie Brothers) は、アメリカ合衆国カリフォルニア州出身のロックバンド。1971年デビュー。1960年代後半から1970年代まで音楽シーンを席巻したウェストコースト・ロックを代表するバンドのひとつ。デビュー以来3,000万枚以上のアルバム・セールスを誇り、1979年のシングル「ホワット・ア・フール・ビリーヴス」でグラミー賞を受賞。2004年にヴォーカル・グループの殿堂入りを果たした。

## キャリア

### 結成〜トム・ジョンストン期
1970年、Pudなるバンドで活動していたトム・ジョンストン(G,Vo)、ジョン・ハートマン(Ds)に、パトリック・シモンズ(G,Vo)、デイヴ・ショグレン(B)が合流し結成される。グループ名の「ドゥービー」はスラングで「マリファナ煙草」の意。
1971年、解散までドゥービーズのアルバムを手がけることになるテッド・テンプルマンのプロデュースにより、ワーナー・ブラザース・レコードからデビュー・アルバム『ドゥービー・ブラザース（The Doobie Brothers）』をリリース。デニム・ジャケット、レザー・ジャケットにジーンズという典型的なバイカー・ファッションに身を包んだスナップをあしらったアルバム・ジャケットに象徴されるハードなロックと、アコースティック・ギターによるフォーク、カントリー色の強い楽曲を配置したが、商業的には成功しなかった。
デビュー・アルバムのリリース後間もなく、グループに2人目のドラマー、マイケル・ホサックが加入。この後永きにわたってグループのトレードマークとなるツイン・ギター、ツイン・ドラムの5人編成が完成する。
セカンド・アルバムのレコーディング中にデイヴ・ショグレンが脱退、後任として黒人ベース奏者のタイラン・ポーターが加入し、1970年代前半の黄金期を支えるメンバーが揃う。
1972年、セカンド・アルバム『トゥールーズ・ストリート（Toulouse Street）』をリリース。同作からシングル・カットされた「リッスン・トゥ・ザ・ミュージック（Listen to the Music）」がビルボード Hot 100の11位まで上昇するヒットとなり、グループは一躍全米規模の人気バンドとなる。またゴスペルをカバーした「ジーザス・イズ・ジャスト・オールライト」も発表した。
サザン・ロック色の濃い音楽性に加え、二人のドラマーに黒人のベーシストを加えた、力強いファンキーなリズムセクションは評判を呼び、1973年のアルバム『キャプテン・アンド・ミー（The Captain and Me）』からは「ロング・トレイン・ランニン（Long Train Runnin'）」、「チャイナ・グローヴ（China Grove）」がヒット。
1974年のアルバム『ドゥービー天国（What Were Once Vices Are Now Habits）』からは「ブラック・ウォーター（Black Water）」が初の全米No.1ヒットとなり、イーグルスと並びアメリカン・ロックを代表する人気バンドのひとつとなった。
『ドゥービー天国』レコーディング直後にマイケル・ホサックが脱退し、キース・ヌードセンが後任に加入、同時期に、これまでも度々ゲスト参加していた元スティーリー・ダンのジェフ・バクスターが正式加入し、トリプル・ギター編成となる。1975年、このラインナップによる5thアルバム『スタンピード（Stampede）』をリリース。チャートの4位まで上昇するヒットとなり、RIAA認定のゴールドディスクを獲得。同年、「君の胸に抱かれたい」をヒットさせた。

### マイケル・マクドナルド期〜解散
しかしこの頃から、バンドの顔でありヒット作を数多く作曲していたジョンストンの健康状態が悪化し、バンドを一時脱退してしまう。間近に控えたツアーのため、ジョンストンの代役としてバクスターの紹介により、スティーリー・ダンのツアーメンバーだったマイケル・マクドナルドが正式加入する。バンドの音楽性は、トム・ジョンストン期の野性味あふれたアメリカン・ロックから、洗練されたAOR色の強いものへと変化していった。1976年には「テイキン・イット・トゥ・ザ・ストリート」がヒット。この曲はゴスペル色を持ったアメリカン・ロックと、AORの折衷的な曲になっていた。翌1977年にはAORの「エコーズ・オブ・ラヴ」がヒットした。
1978年のアルバム『ミニット・バイ・ミニット（Minute by Minute）』と、マクドナルドがケニー・ロギンスと共作したシングル「ホワット・ア・フール・ビリーヴス」はともに全米1位を獲得。アルバムタイトル曲はグラミー賞の最優秀ポップ･ヴォーカル（デュオ、グループまたはコーラス部門）賞、「ホワット・ア・フール・ビリーヴス」は最優秀楽曲に輝き、高い人気と評価を確立した。
音楽性の変化に伴いメンバーの変化もあったものの、ジョン・マクフィーやコーネリアス・バンパスといった優れたミュージシャンに支えられ、また、脱退しソロ活動を行っていたトム・ジョンストンの客演や、初期のレパートリーにも抜群のサポートぶりを発揮するマクドナルドの活躍などにより、新旧のファン層に支えられ順調に活躍するも、80年代に入ると各人のソロ活動が活発化し、この時点で唯一のオリジナル・メンバーとなったリーダーのパトリック・シモンズは活動休止を提案、それに添う形で1982年に初期のメンバーも参加して「フェアウェル・ツアー」と銘打った大規模なコンサートを行なった後、解散した。

### 再結成〜現在
1987年にチャリティ・コンサートのために一時再結成したドゥービーズは、1989年、オリジナル・メンバーのジョンストン、シモンズ、ハートマンに、初期黄金期を支えたマイケル・ホサック、タイラン・ポーター、『ミニット・バイ・ミニット』のレコーディングやフェアウェル・ツアーでもグループを支えたボビー・ラカインドの6人編成で正式に再結成、復活アルバム『サイクルズ（Cycles）』をリリースし活動を再開する。初期を髣髴とさせる力強いロック・サウンドをフィーチャーした本作はビルボード・アルバム・トップ200の17位まで上昇、シングルカットされた「ザ・ドクター（The Doctor）」もビルボード Hot 100の9位まで上昇するスマッシュ・ヒットとなり、健在振りをアピールした。
再結成から正式メンバーとなったラカインドが末期ガンのため引退し、5人編成に戻って制作された次作『ブラザーフッド（Brotherhood ）』は82位と奮わなかったが、シングル・カットされた「デンジャラス（Dangerous）」はビルボード・メインストリーム・ロック・チャートの2位まで上昇した。その後もメンバー・チェンジを繰り返しながら活動を続け、2010年9月には13枚目のスタジオ・アルバム『ワールド・ゴーン・クレイジー（World Gone Crazy）』をリリース、このアルバムには1971年のデビュー・シングル「ノーバディ（Nobody）」の再録バージョンが収録された。
2005年2月10日にドラマーのキース・ヌードセンが死去するなど、かつてのメンバー中5人（ボビー・ラカインド、デイヴ・ショグレン、コーネリアス・バンパス、キース・ヌードセン、マイケル・ホサック）が相次いで鬼籍に入るという悲劇を乗り越え、現在でも地道な活動を続けている。

## メンバーの変遷
メンバー・チェンジの激しいグループであり、そのキャリアのすべてに在籍したのはパトリック・シモンズただひとりである。スタートは4ピースのロック・コンボであったが、音楽性の変化とともにメンバー数も増え、解散前最後のスタジオ・アルバム『ワンステップ・クローサー（One Step Closer ）』（1980年）では、正式メンバーだけで7人編成になったほか、レコーディングやライヴではセッション・ミュージシャンも加えてさらに大人数になった。
しかし、いったん脱退したメンバーが正式メンバーとして復帰したり、ステージやレコーディングに参加したりと、現メンバー、元メンバーも含めて非常に友好的で、過去在籍したメンバーすべてが「ファミリー」のような関係にある。

### その他の主なセッション・メンバー
- アンディ・ニューマーク - drums, percussion (1981)
- ビル・ペイン — keyboards ※リトル・フィートのキーボーディスト。グループ初期から彼らをサポートしている。
- トニー・ピア - drums, percussion (2010)
- ザ・メンフィス・ホーンズ　ほか多数

## ディスコグラフィ

### スタジオ・アルバム
- 『ドゥービー・ブラザーズ・ファースト』 - The Doobie Brothers (1971年)
- 『トゥールーズ・ストリート』 - Toulouse Street (1972年) ※全米21位
- 『キャプテン・アンド・ミー』 - The Captain and Me (1973年) ※全米7位
- 『ドゥービー天国』 - What Were Once Vices Are Now Habits (1974年) ※全米4位
- 『スタンピード』 - Stampede (1975年) ※全米4位
- 『ドゥービー・ストリート』 - Takin' It to the Streets (1976年) ※全米8位
- 『運命の掟』 - Livin' on the Fault Line (1977年) ※全米10位
- 『ミニット・バイ・ミニット』 - Minute by Minute (1978年) ※全米1位
- 『ワン・ステップ・クローサー』 - One Step Closer (1980年) ※全米3位
- 『サイクルズ』 - Cycles (1989年) ※全米17位
- 『ブラザーフッド』 - Brotherhood (1991年) ※全米82位
- 『シブリング・ライヴァルリー』 - Sibling Rivalry (2000年)
- 『ワールド・ゴーン・クレイジー』 - World Gone Crazy (2010年) ※全米39位
- 『サウスバウンド』 - Southbound (2014年)
- 『リベルテ』 - Liberte (2021年)

### ライブ・アルバム
- 『フェアウェル・ツアー』 - Farewell Tour (1983年) ※全米79位
- 『ロッキン・ダウン・ザ・ハイウェイ ザ・ワイルドライフ・コンサート』 - Rockin' Down the Highway: The Wildlife Concert (1996年)
- 『ベスト・オブ・ライブ』 - Best of the Doobie Brothers Live (1999年) ※旧邦題『グレイテスト・ヒッツ・ライヴ』
- 『ライヴ・アット・ウルフ・トラップ』 - Live at Wolf Trap (2004年)
- 『フェアウェル・ライヴ〜ライヴ・アット・ザ・グリーク・シアター1982』 - Live at the Greek Theater 1982 (2011年)
- 『ライヴ・フロム・ザ・ビーコン・シアター』 - Live From the Beacon Theatre (2019年)

### コンピレーション・アルバム
- Listen to the Music: The Best of the Doobie Brothers (1974年)
- 『ベスト・オブ・ザ・ドゥービーズ』 - Best Of The Doobies (1976年) ※全米5位
- 『ダブル・ザ・ベスト・オブ・ドゥービーズ』 - Best Of The Doobies Volume II (1981年) ※全米39位。日本盤は上記アルバムとの2枚組で発売
- 『ドゥービーズ・ベスト!』 - Listen To The Music: The Very Best Of The Doobie Brothers (1993年)
- 『アンソロジー:ロング・トレイン・ランニン (1970-2000)』 - Long Train Runnin': 1970–2000 (1999年)
- 『グレイテスト・ヒッツ』 - Greatest Hits (2001年) ※全米142位
- 『ザ・ヴェリー・ベスト・オブ・ドゥービー・ブラザーズ』 - The Very Best Of The Doobie Brothers (2007年)

### シングル
- "Nobody" (1971年) ※全米122位
- 「リッスン・トゥ・ザ・ミュージック」 - "Listen To The Music" (1972年) ※全米11位
- "Jesus Is Just Alright" (1972年) ※全米35位
- 「ロング・トレイン・ランニン」 - "Long Train Runnin'" (1973年) ※全米8位
- 「チャイナ・グローヴ」 - "China Grove" (1973年) ※全米15位
- 「アナザー・パーク」 - "Another Park, Another Sunday" (1974年) ※全米32位
- 「53番街の追跡」 - "Pursuit On 53rd St." (1974年)
- "Eyes Of Silver" (1974年) ※全米52位
- "Nobody" (1974年) ※全米58位
- "Black Water" (1974年) ※全米1位
- 「君の胸に抱かれたい」 - "Take Me In Your Arms (Rock Me)" (1975年) ※全米11位
- 「スウィート・マキシン」 - "Sweet Maxine" (1975年) ※全米40位
- "I Cheat The Hangman" (1975年) ※全米60位
- 「ドゥ―ビー・ストリート」 - "Takin' It To The Streets" (1976年) ※全米13位
- "Wheels Of Fortune" (1976年) ※全米87位
- "It Keeps You Runnin'" (1976年) ※全米37位
- 「リトル・ダーリン」 - "Little Darlin' (I Need You)" (1977年) ※全米48位
- 「エコーズ・オブ・ラヴ」 - "Echoes Of Love" (1977年) ※全米66位
- 「ホワット・ア・フール・ビリーヴス」 - "What A Fool Believes" (1978年) ※全米1位
- 「ミニット・バイ・ミニット」 - "Minute By Minute" (1978年) ※全米14位
- 「ディペンディン・オン・ユー」 - "Dependin' On You" (1978年) ※全米25位
- 「リアル・ラヴ」 - "Real Love" (1980年) ※全米5位
- 「ワン・ステップ・クローサー」 - "One Step Closer" (1980年) ※全米24位
- "Wynken, Blynken & Nod" (1981年) ※全米76位
- "Keep This Train A-Rollin'" (1981年) ※全米62位
- 「愛のゲッタウェイ」 - "Can't Let It Get Away'" (1981年)
- "Here To Love You" (1982年) ※全米65位
- 「ユー・ビロング・トゥ・ミー」 - "You Belong To Me [Live]" (1983年) ※全米79位
- 「ザ・ドクター」 - "The Doctor" (1989年) ※全米9位
- 「ニード・ア・リトル・テイスト・オブ・ラヴ」 - "Need A Little Taste Of Love" (1989年) ※全米45位
- "South Of The Border" (1989年)
- 「デンジャラス」 - "Dangerous" (1991年)
- "Rollin' On" (1991年)
- "Ordinary Man" (2001年)

## 日本公演
- 1976年

1月11日 大阪厚生年金会館、1月12日 京都会館、1月13日 フェスティバルホール、1月14日 福岡市九電記念体育館、1月16日,17日 日本武道館
- 1979年

2月21日,22日 日本武道館、2月23日 名古屋市公会堂、2月24日,25日 フェスティバルホール、2月27日　福岡市九電記念体育館
- 1981年

10月5日,14日 日本武道館、10月7日 京都会館、10月8日 福岡サンパレス、10月9日,13日 フェスティバルホール、10月12日 愛知厚生年金会館、10月16日 横浜文化体育館
- 1989年　11月21日,22日 国立代々木競技場第一体育館、11月27日 大阪城ホール
- 1990年　7月15日 東京ドーム、7月17日 横浜アリーナ、7月19日,20日 大阪城ホール
- 1993年　10月6日 神奈川県民ホール、10月9日 日本武道館
- 1996年

4月22日 日本武道館
第7回コスモアースコンシャスアクト・アースデー・コンサートのゲストとして。玉置浩二と共演。
- 2001年　10月22日 SHIBUYA-AX、10月24日 大阪厚生年金会館、10月25日 東京国際フォーラム
- 2006年　UDO MUSIC FESTIVAL 2006で来日

7月22日 富士スピードウェイ、7月23日 泉大津フェニックス（大阪）
- 2009年　9月25日,26日 東京国際フォーラム、9月28日 グランキューブ大阪、9月29日 愛知県芸術劇場、9月30日 NHKホール
- 2017年　4月24日 本多の森ホール、4月26日 日本武道館、4月27日 日本特殊陶業市民会館フォレストホール、4月28日 グランキューブ大阪
- 2023年　4月17日 日本武道館他